# Blain (Pennsylvanie)
Pour les articles homonymes, voir Blain (homonymie).
Blain est un borough situé à l'ouest du comté de Perry, en Pennsylvanie, aux États-Unis,. En 2010, il comptait une population de 263 habitants, estimée au 1er juillet 2020 à 271 habitants. Le borough est incorporé le 3 novembre 1877.

## Démographie
Lors du recensement de 2010, le borough comptait une population de 263 habitants. Elle est estimée, en 2020, à 271 habitants.

### Source de la traduction
- (en) Cet article est partiellement ou en totalité issu de l’article de Wikipédia en anglais intitulé « Blain, Pennsylvania » (voir la liste des auteurs).